# Voissant
Voissant is een gemeente in het Franse departement Isère (regio Auvergne-Rhône-Alpes) en telt 222 inwoners (2004). De plaats maakt deel uit van het arrondissement La Tour-du-Pin.

## Geografie
De oppervlakte van Voissant bedraagt 3,8 km², de bevolkingsdichtheid is 58,4 inwoners per km².
De onderstaande kaart toont de ligging van Voissant met de belangrijkste infrastructuur en aangrenzende gemeenten.

## Demografie
Onderstaande figuur toont het verloop van het inwonertal (bron: INSEE-tellingen).

## Galerij

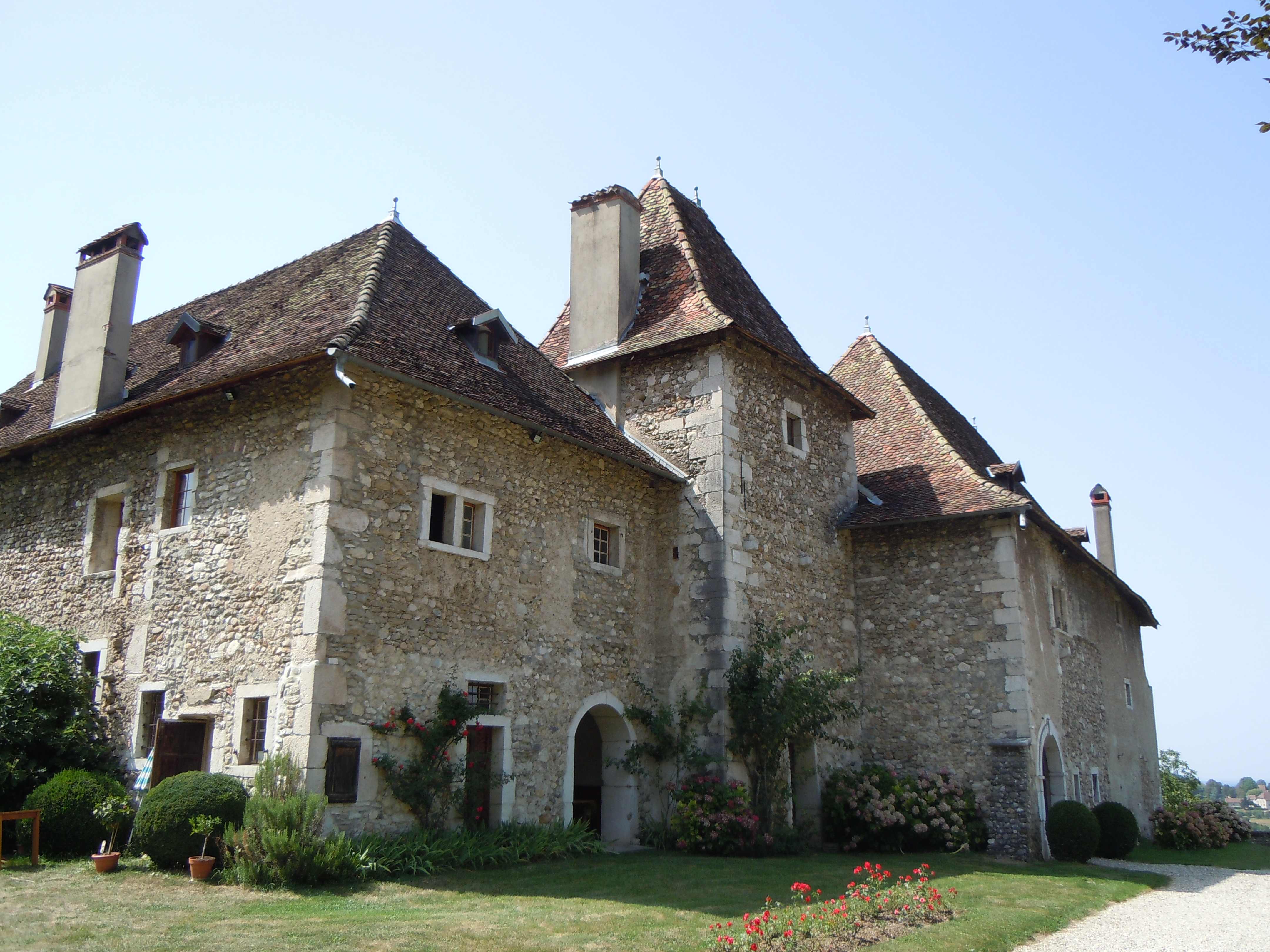
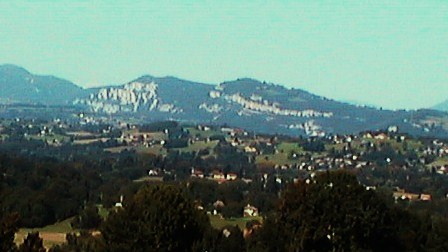
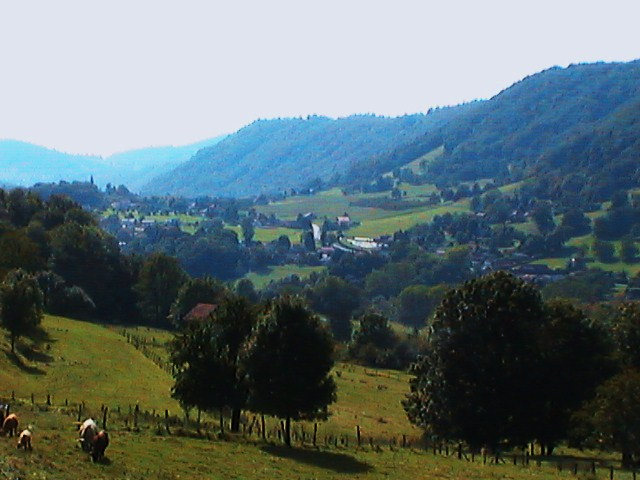
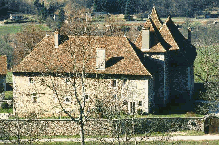
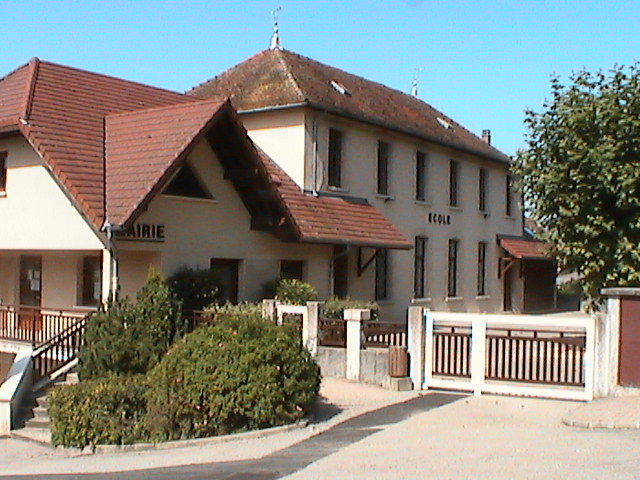